# Red (album)
 For alternative betydninger, se Red (flertydig). (Se også artikler, som begynder med Red)
Det sidste studiealbum som King Crimson udgav i 1970'erne, Red (1974), afsluttede en epoke i gruppens musikalske udvikling med en fusion af den heavy metal-sound, man fandt på de to foregående album, jazz-rock-stemningen fra Lizard-epoken og den mellotron-dominerede sound fra de tidlige King Crimson-album.
Red indeholder én live-indspilning, "Providence". Nummeret "Red" blev komponeret af Robert Fripp sammen med et kontrasterende nummer, "Blue", som aldrig er blevet indspillet. En del af nummeret "Red" blev bortredigeret før indspilning. Den bortredigerede del blev senere inkorporeret i King Crimson-nummeret "VROOOM VROOOM" på albummet THRAK. I 2001 udnævnte Q magazine Red til at være blandt de 50 sejeste album nogensinde.
"Fallen Angel" er til dato den sidste indspilning, hvor Robert Fripp spiller akustisk guitar. På alle efterfølgende indspilninger har han kun spillet elektrisk guitar.
En længere version af "Providence" findes på live-CD'en The Great Deceiver.
Kurt Cobain sagde til et fransk tidsskrift i 1993, at Red havde haft indflydelse på Nirvanas In Utero (1993). Han er også citeret for at kalde Red det bedste album nogensinde.